# Arqueología cognitiva
La Arqueología cognitiva es una rama del estudio arqueológico iniciada con la Nueva Arqueología o Arqueología procesual que pretende conocer no solo el pensamiento de nuestros antepasados (el qué), sino el sistema cognitivo que con el paso del tiempo ha ido desarrollándose y componiendo las capacidades que conforman el entresijo del comportamiento humano (el cómo); para ello utiliza principalmente los restos materiales.

## Origen
[...] El apartado teórico y metodológico de la Arqueología ha crecido tanto en los últimos años que seguir negando su importancia, y reduciendo el aprendizaje de la disciplina al conocimiento descriptivo de la cultura material, equivale simple y llanamente a ceguera ante lo que traerá consigo el futuro próximo.
Víctor M. Fernández Martínez, Teoría y método de la Arqueología (página 279)

Los nuevos métodos interpretativos han ido cobrando una forma sólida a lo largo de las últimas décadas del siglo XX (véase la cita anterior) gracias, por lo general, a la Arqueología procesual al centrarse en el conocimiento de las causas de los avances y cambios culturales. Aunque dentro del propio movimiento arqueólogos como Lewis Binford rechazaran los estudios cognitivos por considerarlos cercanos a la Psicología, otros como Colin Renfrew propusieron estudiar los posibles procesos mentales que conducen a la conducta bajo un estudio de tendencia objetiva.

### Contrariedades
Pero el estudio de la cognición lleva consigo dos problemas que la Arqueología procesual no ha podido solucionar:
- 1. Falta de objetividad por la dificultad de rechazar la implicación de conceptos y formas de pensamiento actuales.
- 2. Falta de método capaz de lograr dicha objetividad.

Ante la imposibilidad de evitar la subjetividad, la Arqueología postprocesual o Arqueología interpretativa abandonó la comprensión de la cognición y, en respuesta al fracaso de la existencia de leyes del pensamiento globales, interpretaron el comportamiento humano centrándose en contextos detallados y particulares (claro que esto no supone un método que ponga freno al subjetivismo).
En un intento por recuperar un sistema de leyes generales, el Estructuralismo de Lévi-Strauss definió la existencia inconsciente de unas estructuras generales de funcionamiento determinantes en la conducta. Así, el Estructuralismo realiza una interpretación objetiva que resta importancia al sujeto y pretende entender la percepción de la realidad de cada grupo social.

## Arqueología cognitiva

### El modelo psicobiológico[3]
En general, la Arqueología cognitiva se basa en los principios estructuralistas de la existencia de un modelo psicobiológico encargado de regir el pensamiento global; una vez el investigador indaga el factor común se desarrolla y queda enredado en la complejidad.
La naturaleza biológica y cultural del humano queda reducida en los cuatro puntos de este modelo cuya intención es comprender el origen y desarrollo de las formas conductuales gracias a la interdisciplinariedad entre la Biología evolutiva, la Neurología, la Psicología y la Sociología:
- 1. Nivel evolutivo: a partir del fenómeno evolutivo destacan características como los cambios anatómicos fruto de diversas causas que motivan el cambio morfológico y que posibilitan nuevas capacidades cognoscitivas expuestas a la "selección natural" de las formas anatómicas.
- 2. Características neurológicas evolucionadas: gracias a la evolución ha quedado desarrollado un gran cerebro con una elevada capacidad para la creación de diversas cualidades de aprendizaje. De este modo, desde la infancia, un ser humano inicia el período de aprendizaje y de las cualidades mentales, condicionadas en gran medida por estímulos externos.
- 3. Influencia de factores externos: las condiciones medioambientales de un lugar influyen comúnmente a todos los humanos de la misma zona pero los aspectos culturales los diseñan cada grupo social; los elementos sociales surgen de la relación entre los elementos de un grupo entre sí (incluida la cultura) y entre los diferentes grupos. Estos tres factores facilitan la motivación y necesidad del progreso tecnológico y social, que queda satisfecho gracias al desarrollo de las capacidades mentales otorgadas por la evolución.
- 4. Organización psicobiológica: una vez el humano adquiere e interioriza el simbolismo del lenguaje, es capaz de utilizar el intelecto para solucionar problemas culturales o sociales y desarrollarlos. Pensamiento, conducta y lenguaje deben ser considerados al mismo nivel.

### Definición
Mientras los historiadores del arte se encargan de analizar las obras que nos han llegado de las sociedades pasadas o los historiadores de las fuentes escritas, ¿qué hay de aquellas poblaciones que no nos dejan ver su presente tan claro a través de estos medios simbólicos? En este caso, que comprende generalmente las primitivas, la Arqueología cognitiva sirve para conocer en cierta medida su forma de pensamiento.
La Arqueología cognitiva, de enfoques interdisciplinarios (antropología, Lingüística, Psicología, Biología evolutiva, Neurología, Sociología), puede definirse como "el estudio arqueológico que, apoyado por los fundamentos del modelo psicobiológico, intenta comprender el origen y desarrollo de la conducta simbólica humana a lo largo de su proceso evolutivo. La conducta puede entenderse como la respuesta que ofrece el individuo, por medio de sus procesos cognitivos o mentales, a los estímulos socioculturales y ambientales que siente o recibe del medio donde vive. La acción humana y su pensamiento están estrechamente relacionados, por lo que el conocimiento de uno de sus componentes puede servirnos para analizar el otro (Rivera, 1998, 2002, 2005). "
Pese a ello, existen dudas sobre si la información que aporta el registro arqueológico es suficientemente acertada y evidencial en cuanto a la explicación del desarrollo de las capacidades cognoscitivas. Claro que, al estudiar la conducta primitiva y compararla con los diferentes grados de la evolución anatómica, es posible obtener información sobre el grado de desarrollo (por ejemplo, con el tamaño del cráneo y el tamaño del cerebro que puede albergar). Para ello es necesario un encuadre metodológico.
Sin embargo, el estudio de las cuestiones cognitivas del pasado no puede reducirse a investigar el valor de los símbolos o de las medidas, como pretenden los procesuales, ni a interpretar subjetivamente las narrativas en que convertimos sus rastros, como hacen los postprocesuales; sino que tiene un alcance mucho más profundo y estimulante: trata de llegar a descifrar cuál es el tipo de categorías en las que basan su compresión de la realidad, la construcción social del mundo en el que viven.  Puede hacerse una Arq. Cognitiva que consista en profundizar los ejes básicos de referencia y orden que sirven de base a modos distintos para entender la relación entre la naturaleza humana y no-humana. Igual que podemos llegar a "deconstruir" a la sociedad moderna para llegar a la conclusión del valor que en ella tienen las categoría de sujeto y razón, y la articulación que hacemos de la experiencia y la realidad a través del tiempo, es posible abstraer las categorías que informan los mundos y las experiencias de las sociedad que nos precedieron en el tiempo.

### Teoría y método
Los elementos culturales, por lo general, son inicialmente simples y el paso del tiempo hace que pasen a un estatus de complejidad. Estos se transmiten dentro de una sociedad a las siguientes generaciones por medio de las formas culturales de cada periodo.
Hasta aquí la idea de una estructura general queda establecida pero hay que reconocer que, gracias a trabajos etnológicos, a lo largo de la historia se han ido desarrollando pensamientos de manera diferente en función del lugar o del tiempo.
El ejemplo más evidente que explica la diferencia entre la existencia de una estructura general y su desarrollo particular y distinto es el sistema simbólico del lenguaje y el habla. Mientras, en grandes dimensiones, se utiliza para transmitir la cultura entre los propios miembros de una sociedad o establecer vínculos entre sociedades, dentro de cada población los significantes y significados pueden variar abismalmente si se comparan con otras. Pero el lenguaje es, además, uno de los inicios del cambio cognitivo que ofrece al humano una habilidad especial de autoconciencia, percepción del espacio y el tiempo, elaboración de ideas, etc.
Teniendo en cuenta que los conceptos pueden (normalmente es así) desarrollarse de manera diferente en cada grupo humano, las creaciones culturales toman caminos diferentes y diversificados de tal modo que el desarrollo de las capacidades cognitivas difiere en infinitos campos poblacionales. Así, la Arqueología cognitiva se sirve de los yacimientos arqueológicos para conocer las conductas humanas ya que la evidencia material tiende a ser un reflejo de éstas; por tanto, esta base metodológica se utiliza para interpretar la conducta humana plasmada en el registro arqueológico por medio de las consideraciones del modelo psicobiológico: por ejemplo, un desarrollo cognitivo bajo (pensamiento no simbólico) significa que la influencia de los factores medioambientales es mucho más elevada que en un desarrollo cognitivo alto (pensamiento simbólico) que, al tener más aptitudes sociales, tecnológicas o culturales, se adapta y desarrolla mucho mejor en el medio en que viva, consecuencia que queda manifestada y registrada en la evidencia arqueológica.